# Tony Award des meilleurs costumes
Le Tony Award des meilleurs costumes (Tony Award for Best Costume Design) est un prix récompensant la meilleure conception de costumes de scène lors de la cérémonie des Tony Awards. Le prix a été présenté pour la première fois en 1947 et comprenait à la fois des pièces de théâtre et des comédies musicales. En 1961, et depuis 2005, la catégorie a été divisée deux catégories distinctes : Tony Award des meilleurs costumes pour une pièce et Tony Award des meilleurs costumes pour une comédie musicale.

## Lauréats et nommés

### Années 1940
| Année                              | Designer                                                                                           | Production |
| ---------------------------------- | -------------------------------------------------------------------------------------------------- | ---------- |
| 1947 1re cérémonie des Tony Awards | |            |
| Lucinda Ballard                    | Another Part of the Forest, The Chocolate Soldier, Happy Birthday, John Loves Mary et Street Scene |            |
| 1948 2e cérémonie des Tony Awards  | |            |
| Mary Percy Schenck                 | The Heiress                                                                                        |            |
| 1949 3e cérémonie des Tony Awards  | |            |
| Lemuel Ayers                       | Kiss Me, Kate                                                                                      |            |

### Années 1950
| Année                              | Designer                                                                     | Production |
| ---------------------------------- | ---------------------------------------------------------------------------- | ---------- |
| 1950 4e cérémonie des Tony Awards  |                                                                              |            |
| Aline Bernstein                    | Regina                                                                       |            |
| 1951 5e cérémonie des Tony Awards  |                                                                              |            |
| Miles White                        | Bless You All                                                                |            |
| 1952 6e cérémonie des Tony Awards  |                                                                              |            |
| Irene Sharaff                      | The King et I                                                                |            |
| 1953 7e cérémonie des Tony Awards  |                                                                              |            |
| Miles White                        | Hazel Flagg                                                                  |            |
| 1954 8e cérémonie des Tony Awards  |                                                                              |            |
| Richard Whorf                      | Ondine                                                                       |            |
| 1955 9e cérémonie des Tony Awards  |                                                                              |            |
| Cecil Beaton                       | Quadrille                                                                    |            |
| 1956 10e cérémonie des Tony Awards |                                                                              |            |
| Alvin Colt                         | Pipe Dream                                                                   |            |
| Alvin Colt                         | The Lark et Phoenix '55                                                      |            |
| Mainbocher                         | The Great Sebastians                                                         |            |
| Helene Pons                        | A View from the Bridge, The Diary of Anne Frank et Heavenly Twins            |            |
| 1957 11e cérémonie des Tony Awards |                                                                              |            |
| Cecil Beaton                       | My Fair Lady                                                                 |            |
| Cecil Beaton                       | Little Glass Clock                                                           |            |
| Alvin Colt                         | Li'l Abner et The Sleeping Prince                                            |            |
| Dorothy Jeakins                    | Major Barbara et Too Late the Phalarope                                      |            |
| Irene Sharaff                      | Candide, Happy Hunting, Shangri-La (en) et Small War on Murray Hill          |            |
| 1958 12e cérémonie des Tony Awards |                                                                              |            |
| Motley Theatre Design Group        | The First Gentleman                                                          |            |
| Lucinda Ballard                    | Orpheus Descending                                                           |            |
| Motley Theatre Design Group        | The Country Wife, Look Back in Anger, Look Homeward, Angel et Shinbone Alley |            |
| Irene Sharaff                      | West Side Story                                                              |            |
| Miles White                        | Jamaica, Oh, Captain! et Time Remembered                                     |            |
| 1959 13e cérémonie des Tony Awards |                                                                              |            |
| Rouben Ter-Arutunian               | Redhead                                                                      |            |
| Antonio Cánovas                    | Goldilocks                                                                   |            |
| Dorothy Jeakins                    | The World of Suzie Wong                                                      |            |
| Oliver Messel                      | Rashomon                                                                     |            |
| Irene Sharaff                      | Flower Drum Song                                                             |            |

### Années 1960
| Année                              | Designer                                             | Production |
| ---------------------------------- | ---------------------------------------------------- | ---------- |
| 1960 14e cérémonie des Tony Awards |                                                      |            |
| Cecil Beaton                       | Saratoga                                             |            |
| Alvin Colt                         | Greenwillow                                          |            |
| Raoul Pène Du Bois                 | Gypsy                                                |            |
| Miles White                        | Take Me Along                                        |            |
| 1961 15e cérémonie des Tony Awards | NC                                                   | NC         |
| 1962 16e cérémonie des Tony Awards |                                                      |            |
| Lucinda Ballard                    | The Gay Life                                         |            |
| Donald Brooks                      | No Strings                                           |            |
| Motley Theatre Design Group        | Kwamina                                              |            |
| Miles White                        | Milk et Honey                                        |            |
| 1963 17e cérémonie des Tony Awards |                                                      |            |
| Anthony Powell                     | The School for Scandal                               |            |
| Marcel Escoffier                   | La Dame aux camélias                                 |            |
| Robert Fletcher                    | Little Me                                            |            |
| Motley Theatre Design Group        | Mother Courage et Her Children                       |            |
| 1964 18e cérémonie des Tony Awards |                                                      |            |
| Freddy Wittop                      | Hello, Dolly!                                        |            |
| Beni Montresor                     | Marco Millions                                       |            |
| Irene Sharaff                      | The Girl Who Came to Supper                          |            |
| Rouben Ter-Arutunian               | Arturo Ui                                            |            |
| 1965 19e cérémonie des Tony Awards |                                                      |            |
| Patricia Zipprodt                  | Fiddler on the Roof                                  |            |
| Jane Greenwood                     | Tartuffe                                             |            |
| Motley Theatre Design Group        | Baker Street                                         |            |
| Freddy Wittop                      | The Roar of the Greasepaint – The Smell of the Crowd |            |
| 1966 20e cérémonie des Tony Awards |                                                      |            |
| Gunilla Palmstierna-Weiss          | Marat-Sade                                           |            |
| Howard Bay et Patton Campbell      | Man of La Mancha                                     |            |
| Loudon Sainthill                   | The Right Honourable Gentleman                       |            |
| Irene Sharaff                      | Sweet Charity                                        |            |
| 1967 21e cérémonie des Tony Awards |                                                      |            |
| Patricia Zipprodt                  | Cabaret                                              |            |
| Nancy Potts                        | The School for Scandal et The Wild Duck              |            |
| Tony Walton                        | The Apple Tree                                       |            |
| Freddy Wittop                      | I Do! I Do!                                          |            |
| 1968 22e cérémonie des Tony Awards |                                                      |            |
| Desmond Heeley                     | Rosencrantz et Guildenstern Are Dead                 |            |
| Jane Greenwood                     | More Stately Mansions                                |            |
| Irene Sharaff                      | Hallelujah, Baby!                                    |            |
| Freddy Wittop                      | The Happy Time                                       |            |
| 1969 23e cérémonie des Tony Awards |                                                      |            |
| Loudon Sainthill                   | Canterbury Tales                                     |            |
| Michael Annals                     | Morning, Noon et Night                               |            |
| Robert Fletcher                    | Hadrian VII                                          |            |
| Patricia Zipprodt                  | Zorba                                                |            |

### Années 1970
| Année                              | Designer                                       | Production |
| ---------------------------------- | ---------------------------------------------- | ---------- |
| 1970 24e cérémonie des Tony Awards |                                                |            |
| Cecil Beaton                       | Coco                                           |            |
| Ray Aghayan                        | Applause                                       |            |
| W. Robert Lavine                   | Jimmy                                          |            |
| Freddy Wittop                      | A Patriot for Me                               |            |
| 1971 25e cérémonie des Tony Awards |                                                |            |
| Raoul Pène Du Bois                 | No, No, Nanette                                |            |
| Jane Greenwood                     | Hay Fever et Les Blancs                        |            |
| Freddy Wittop                      | Lovely Ladies, Kind Gentlemen                  |            |
| 1972 26e cérémonie des Tony Awards |                                                |            |
| Florence Klotz                     | Follies                                        |            |
| Theoni V. Aldredge                 | Two Gentlemen of Verona                        |            |
| Randy Barceló                      | Jesus Christ Superstar                         |            |
| Carrie F. Robbins                  | Grease                                         |            |
| 1973 27e cérémonie des Tony Awards |                                                |            |
| Florence Klotz                     | A Little Night Music                           |            |
| Theoni V. Aldredge                 | Much Ado About Nothing                         |            |
| Miles White                        | Tricks                                         |            |
| Patricia Zipprodt                  | Pippin                                         |            |
| 1974 28e cérémonie des Tony Awards |                                                |            |
| Franne Lee                         | Candide                                        |            |
| Theoni V. Aldredge                 | The Au Pair Man                                |            |
| Finlay James                       | Crown Matrimonial                              |            |
| Oliver Messel                      | Gigi                                           |            |
| Carrie F. Robbins                  | Over Here!                                     |            |
| 1975 29e cérémonie des Tony Awards |                                                |            |
| Geoffrey Holder                    | The Wiz                                        |            |
| Arthur Boccia                      | Where's Charley?                               |            |
| Raoul Pène Du Bois                 | Doctor Jazz                                    |            |
| Willa Kim                          | Goodtime Charley                               |            |
| Tanya Moiseiwitsch                 | The Misanthrope                                |            |
| Patricia Zipprodt                  | Mack et Mabel                                  |            |
| 1976 30e cérémonie des Tony Awards |                                                |            |
| Florence Klotz                     | Pacific Overtures                              |            |
| Theoni V. Aldredge                 | A Chorus Line                                  |            |
| Ann Roth                           | The Royal Family                               |            |
| Patricia Zipprodt                  | Chicago                                        |            |
| 1977 31e cérémonie des Tony Awards |                                                |            |
| Theoni V. Aldredge                 | Annie                                          |            |
| Santo Loquasto                     | The Cherry Orchard                             |            |
| Theoni V. Aldredge                 | The Threepenny Opera                           |            |
| Nancy Potts                        | Porgy and Bess                                 |            |
| 1978 32e cérémonie des Tony Awards |                                                |            |
| Edward Gorey                       | Dracula                                        |            |
| Halston                            | The Act                                        |            |
| Geoffrey Holder                    | Timbuktu!                                      |            |
| Willa Kim                          | Dancin'                                        |            |
| 1979 33e cérémonie des Tony Awards |                                                |            |
| Franne Lee                         | Sweeney Todd: The Demon Barber of Fleet Street |            |
| Theoni V. Aldredge                 | Ballroom                                       |            |
| Ann Roth                           | The Crucifer of Blood                          |            |
| Julie Weiss                        | The Elephant Man                               |            |

### Années 1980
| Année                               | Designer                                    | Production |
| ----------------------------------- | ------------------------------------------- | ---------- |
| 1980 34e cérémonie des Tony Awards  |                                             |            |
| Theoni V. Aldredge                  | Barnum                                      |            |
| Pierre Balmain                      | Happy New Year                              |            |
| Raoul Pène Du Bois                  | Sugar Babies                                |            |
| Tazeena Firth et Timothy O'Brien    | Evita                                       |            |
| 1981 35e cérémonie des Tony Awards  |                                             |            |
| Willa Kim                           | Sophisticated Ladies                        |            |
| Theoni V. Aldredge                  | 42nd Street                                 |            |
| John Bury                           | Amadeus                                     |            |
| Franca Squarciapino                 | Can-Can                                     |            |
| 1982 36e cérémonie des Tony Awards  |                                             |            |
| William Ivey Long                   | Nine                                        |            |
| Theoni V. Aldredge                  | Dreamgirls                                  |            |
| Jane Greenwood                      | Medea                                       |            |
| John Napier                         | The Life et Adventures of Nicholas Nickleby |            |
| 1983 37e cérémonie des Tony Awards  |                                             |            |
| John Napier                         | Cats                                        |            |
| Lindy Hemming                       | All's Well That Ends Well                   |            |
| Rita Ryack                          | My One et Only                              |            |
| Patricia Zipprodt                   | Alice in Wonderland                         |            |
| 1984 38e cérémonie des Tony Awards  |                                             |            |
| Theoni V. Aldredge                  | La Cage aux folles                          |            |
| Jane Greenwood                      | Heartbreak House                            |            |
| Ann Hould-Ward et Patricia Zipprodt | Sunday in the Park with George              |            |
| Anthea Sylbert                      | The Real Thing                              |            |
| 1985 39e cérémonie des Tony Awards  |                                             |            |
| Florence Klotz                      | Grind                                       |            |
| Patricia McGourty                   | Big River                                   |            |
| Alexander Reid                      | Cyrano de Bergerac                          |            |
| Alexander Reid                      | Much Ado About Nothing                      |            |
| 1986 40e cérémonie des Tony Awards  |                                             |            |
| Patricia Zipprodt                   | Sweet Charity                               |            |
| Willa Kim                           | Song et Dance                               |            |
| Beni Montresor                      | Le Mariage de Figaro                        |            |
| Ann Roth                            | The House of Blue Leaves                    |            |
| 1987 41e cérémonie des Tony Awards  |                                             |            |
| John Napier                         | Starlight Express                           |            |
| Bob Crowley                         | Les Liaisons Dangereuses                    |            |
| Ann Curtis                          | Me et My Girl                               |            |
| Andreane Neofitou                   | Les Misérables                              |            |
| 1988 42e cérémonie des Tony Awards  |                                             |            |
| Maria Björnson                      | The Phantom of the Opera                    |            |
| Ann Hould-Ward                      | Into the Woods                              |            |
| Eiko Ishioka                        | M. Butterfly                                |            |
| Tony Walton                         | Anything Goes                               |            |
| 1989 43e cérémonie des Tony Awards  |                                             |            |
| Héctor Orezzoli et Claudio Segovia  | Black et Blue                               |            |
| Jane Greenwood                      | Our Town                                    |            |
| Willa Kim                           | Legs Diamond                                |            |
| William Ivey Long                   | Lend Me a Tenor                             |            |

### Année 1990
| Année                              | Designer                             | Production |
| ---------------------------------- | ------------------------------------ | ---------- |
| 1990 44e cérémonie des Tony Awards |                                      |            |
| Santo Loquasto                     | Grand Hotel                          |            |
| Theoni V. Aldredge                 | Gypsy                                |            |
| Florence Klotz                     | City of Angels                       |            |
| Erin Quigley                       | The Grapes of Wrath                  |            |
| 1991 45e cérémonie des Tony Awards |                                      |            |
| Willa Kim                          | The Will Rogers Follies              |            |
| Theoni V. Aldredge                 | The Secret Garden                    |            |
| Judy Dearing                       | Once on This Island                  |            |
| Patricia Zipprodt                  | Shōgun: The Musical                  |            |
| 1992 46e cérémonie des Tony Awards |                                      |            |
| William Ivey Long                  | Crazy for You                        |            |
| Jane Greenwood                     | Two Shakespearean Actors             |            |
| Toni-Leslie James                  | Jelly's Last Jam                     |            |
| Joe Vaněk                          | Dancing at Lughnasa                  |            |
| 1993 47e cérémonie des Tony Awards |                                      |            |
| Florence Klotz                     | Kiss of the Spider Woman             |            |
| Jane Greenwood                     | The Sisters Rosensweig               |            |
| Erin Quigley                       | The Song of Jacob Zulu               |            |
| David C. Woolard                   | The Who's Tommy                      |            |
| 1994 48e cérémonie des Tony Awards |                                      |            |
| Ann Hould-Ward                     | Beauty et the Beast                  |            |
| David Charles et Jane Greenwood    | She Loves Me                         |            |
| Jane Greenwood                     | Passion                              |            |
| Yan Tax                            | Cyrano: The Musical                  |            |
| 1995 49e cérémonie des Tony Awards |                                      |            |
| Florence Klotz                     | Show Boat                            |            |
| Jane Greenwood                     | The Heiress                          |            |
| Stephen Brimson Lewis              | Indiscretions                        |            |
| Anthony Powell                     | Sunset Boulevard                     |            |
| 1996 50e cérémonie des Tony Awards |                                      |            |
| Roger Kirk                         | The King et I                        |            |
| Jane Greenwood                     | A Delicate Balance                   |            |
| Allison Reeds                      | Buried Child                         |            |
| Paul Tazewell                      | Bring in 'da Noise/Bring in 'da Funk |            |
| 1997 51e cérémonie des Tony Awards |                                      |            |
| Judith Dolan                       | Candide                              |            |
| Ann Curtis                         | Jekyll et Hyde                       |            |
| William Ivey Long                  | Chicago                              |            |
| Martin Pakledinaz                  | The Life                             |            |
| 1998 52e cérémonie des Tony Awards |                                      |            |
| Julie Taymor                       | The Lion King                        |            |
| William Ivey Long                  | Cabaret                              |            |
| Santo Loquasto                     | Ragtime                              |            |
| Martin Pakledinaz                  | Golden Child                         |            |
| 1999 53e cérémonie des Tony Awards |                                      |            |
| Lez Brotherston                    | Swan Lake                            |            |
| Santo Loquasto                     | Fosse                                |            |
| John David Ridge                   | Ring Round the Moon                  |            |
| Catherine Zuber                    | Twelfth Night                        |            |

### Année 2000
| Année                              | Designer                   | Production |
| ---------------------------------- | -------------------------- | ---------- |
| 2000 54e cérémonie des Tony Awards |                            |            |
| Martin Pakledinaz                  | Kiss Me, Kate              |            |
| Bob Crowley                        | Aida                       |            |
| Constance Hoffman                  | The Green Bird             |            |
| William Ivey Long                  | The Music Man              |            |
| 2001 55e cérémonie des Tony Awards |                            |            |
| William Ivey Long                  | The Producers              |            |
| Theoni V. Aldredge                 | Follies                    |            |
| Roger Kirk                         | 42nd Street                |            |
| David C. Woolard                   | The Rocky Horror Show      |            |
| 2002 56e cérémonie des Tony Awards |                            |            |
| Martin Pakledinaz                  | Thoroughly Modern Millie   |            |
| Jenny Beavan                       | Private Lives              |            |
| Susan Hilferty                     | Into the Woods             |            |
| Jane Greenwood                     | Morning's at Seven         |            |
| 2003 57e cérémonie des Tony Awards |                            |            |
| William Ivey Long                  | Hairspray                  |            |
| Gregg Barnes                       | Flower Drum Song           |            |
| Catherine Martin et Angus Strathie | La Bohème                  |            |
| Catherine Zuber                    | Dinner at Eight            |            |
| 2004 58e cérémonie des Tony Awards |                            |            |
| Susan Hilferty                     | Wicked                     |            |
| Jess Goldstein                     | Henry IV, Part 1 et Part 2 |            |
| Mike Nicholls et Bobby Pearce      | Taboo                      |            |
| Mark Thompson                      | Bombay Dreams              |            |